# Chiesa di Santo Stefano (Chiusanico)
La chiesa di Santo Stefano è un luogo di culto cattolico situato nel comune di Chiusanico, in via IV Novembre, in provincia di Imperia. La chiesa è sede della parrocchia omonima della zona pastorale di Pontedassio della diocesi di Albenga-Imperia.

## Storia
Il primo documento ufficiale attestante la presenza di un luogo di culto nel borgo di Chiusanico è risalente all'atto di fedeltà adempiuto dagli stessi abitanti, nel 1298, in favore del vescovo di Albenga Nicolò Vaschino. Meno di duecento anni dopo, in un testamento del 1447 di Giovanni Colombo, si menziona ancora la chiesa di Santo Stefano di Chiusanico.
Del precedente edificio d'epoca medievale, tuttavia, non se ne ritrovano tracce in quanto nel corso del XVI secolo la struttura religiosa fu completamente rifatta e al 25 settembre 1594 risale la consacrazione della stessa ad opera del vescovo ingauno Luca Fieschi. In quella stessa occasione furono collocate presso l'altare maggiore le reliquie dei santi Marziano, Sinforiano, Cosma, Maurizio, Innocenziano, Agostino, Nicola e Maria Maddalena.
Nel corso del XVIII secolo, forse a causa dei primi cedimenti strutturali, dalla comunità chiusanichese furono stanziati investimenti per il recupero e ripristino e nell'occasione pure di abbellimento dell'edificio; fu rifatta, inoltre, la sacrestia tra gli anni 1738-1740, gli altari in marmo e arredi interni.
Nuovi cedimenti alla struttura e la ventata minaccia di crollo nei primi anni del XIX secolo provocarono tra la popolazione locale malumori e divisioni su chi voleva una nuova chiesa in un luogo diverso e chi, invece, prediligeva nuovi interventi per il consolidamento del primario edificio. Per arrivare ad una conclusione condivisa fu contattato l'architetto Gaetano Cantoni - quest'ultimo progettista delle tre chiese in stile neoclassico di Porto Maurizio (duomo), Pieve di Teco (collegiata di San Giovanni) e Pietra Ligure (basilica di San Nicolò) - che nel 1821 inviò alla diocesi di Albenga una dettagliata relazione sulla pericolosa staticità della parrocchiale di Chiusanico. Con seduta del Consiglio comunale del 15 marzo 1822 l'amministrazione civica optò per la costruzione di un nuovo edificio, in luogo più sicuro dall'erosione delle acque, originariamente avente una struttura a tre navate.
La posa della prima pietra avvenne il 22 marzo 1824 e già il 26 dicembre 1825, nella ricorrenza del santo protomartire, il parroco di Chiusanico poté consacrare la nuova chiesa che fu edificata poi ad unica navata e con facciata neoclassica ad opera di Pietro Gandolfo.
I primi interventi di recupero e di abbellimento avvennero nel 1909, nel 1921 fu sostituita la pavimentazione e tra gli anni 1927-1930 la chiesa fu dotata del nuovo coro, delle nuove panche per i fedeli e collegata all'energia elettrica.

## Descrizione
Esternamente la facciata della chiesa, compiuta nel 1887, è in stile neoclassico avente una fronte maestosa, a guisa di pronao, con sei colonne di stile ionico sorreggenti un timpano d'architettura classica. Nelle nicchie laterali trovano spazio le due statue di san Lorenzo (lato destro) e di santo Stefano (lato sinistro).
L'interno è ad unica navata, sovrastata da due volte a vela e con quattro cappelle ai lati. Le decorazioni sono state eseguite dal pittore Pietro Isnardi nel corso del 1864 (riprese poi negli anni quaranta del Novecento da Piero Comaschi), mentre la paternità delle opere scultoree sono da attribuire a Domenico Baglioni che le realizzò nel 1890.
Nella cappella delle Anime o del Suffragio (anticamente intitolata a santa Lucia e poi, tra il 1925 e il 1949, al Sacro Cuore di Gesù), voluta e finanziata nel 1621 da Guglielmo Agnesi, è conservata una tela seicentesca raffigurante le Anime purganti di un anonimo pittore di Aurigo.
Presso l'altare maggiore, realizzato nel 1706 dal maestro Francesco Stella di Lucinasco, è collocato il cinque-seicentesco crocifisso di scultore ignoto mentre nella zona absidale campeggia il trittico attribuito al Pancalino raffigurante l'Annunciazione, la Crocifissione di Gesù e i santi Lorenzo, Stefano, Giovanni Battista; ai lati del presbiterio le due tele riproducenti San Francesco e, dall'altra parte, la Madonna di Guadalupe del XVIII secolo. Le altre cappelle laterali della Madonna del Rosario, del Carmelo e del Sacro Cuore conservano altre riproduzioni statuarie. Il fonte battesimale è datato al 1791 e opera del maestro Sebastiano da San Lazzaro Reale.
L'attiguo campanile è il frutto della nuova ricostruzione che avvenne nel 1834 su progetto di Giuseppe Lorenzetti in sostituzione del precedente che già subì interventi di recupero nel 1639 e ancora nel 1757.
Tra il 2009 e il 2011 l'intero complesso è stato sottoposto ad un intervento di recupero.